# روزبه ارغوان
روزبه ارغوان (متولد ۲۸ اردیبهشت ۱۳۶۷) مشهد ، ملی‌پوش بسکتبال ایران با ۲۱۴ سانتیمتر قد ، که در تیم ملی حضور دارد و ورزش حرفه‌ای خود را از تیم ملی جوانان آغاز کرده است. وی دومین بازیکن قد بلند تیم ملی بسکتبال ایران می‌باشد، که در رشته بسکتبال در پست مرکزی بازی می‌کند. او در سال ۱۳۸۴ وارد تیم ملی بسکتبال جوانان ایران شد، از نظر کارشناسان او دارای ترکیبی اعجاب‌انگیز، از قدرت و سرعت است که باعث می‌شود نقش کلیدی در پست‌های ۴ یا ۵ قدرتی دارا باشد. وی علاوه بر حملات عالی، بازیکن دفاعی برتر است که دفاع ها و برگشتهای خوبی از خود نشان می‌دهد. او با حملات سرعتی و همچنین برگشت به دفاع به خوبی می‌تواند مشکلاتی را برای تیم‌های دیگر ایجاد کند. همچنین تجربه در بازی‌های جام جهانی ۲۰۱۴ و بازی‌های آسیایی اینچئون را به دست آورده است. او پیش از بسکتبال یک شناگر ماهر بوده که به خاطر فیزیک بدنی‌اش به بسکتبال روی آورده است. بازیکنی که حضور در تیم‌های ابومسلم مشهد، دانشگاه آزاد و نیز تیم پتروشیمی را تجربه کرده است و در اولین تجربه خود در جام ملت‌های آسیا توانست عملکرد رضایت بخشی را داشته باشد، ارغوان یک بازیکن بسیار تواناست که لیسانس و فوق لیسانس (فیزولوژی کاربردی) در دانشگاه تهران به اتمام رسانده. او بازیکنی با اخلاق است.

## سابقه روزبه ارغوان در تیمهای باشگاهی ایران
- شیمیدر قم: ۲۰۲۱
- شهرداری گرگان: ۲۰۲۰
- شهرداری گرگان: ۲۰۱۹
- پتروشیمی بندر امام: ۲۰۱۸
- شهرداری تبریز: ۲۰۱۷
- پتروشیمی بندر امام: ۲۰۱۶
- دانشگاه آزاد: ۲۰۱۵
- دانشگاه آزاد: ۲۰۱۴
- ذوب آهن :۲۰۱۳
- پتروشیمی بندر امام: ۲۰۱۲
- دانشگاه آزاد: ۲۰۱۱
- دانشگاه آزاد: ۲۰۱۰
- صباباتری: ۲۰۰۹
- تربیت بدنی:۲۰۰۸
- فرش مشهد: ۲۰۰۷